# Fee Vaillant
Fee Vaillant (* 20. März 1915 in Witten; † 14. Oktober 2007) war eine deutsche Fotografin und künstlerische Leiterin der Internationalen Filmwoche Mannheim.
Fee Vaillant absolvierte eine Ausbildung zur Photographin. Ab 1949 engagierte sie sich im „Verband der deutschen Filmclubs“, dessen Geschäftsführerin sie 1961 wurde. Für die Mannheimer Filmwoche, die sie mitveranstaltete, arrangierte sie Retrospektiven. 1973 übernahm sie im Team mit Hanns Maier die Verantwortung für das Gesamtprogramm, nachdem der damalige Filmwochenleiter Walter Talmon-Gros verstorben war. Bis 1991 blieb sie die künstlerische Leiterin des Festivals. Im Jahr 1984 war sie in Cannes in die Jury für die Goldene Kamera berufen.
Sie war Mitgründerin und im Präsidium von KIWI – Kino Women International.

## Einzelnachweis
1. ↑  Frýdlová, Pavla: KIWI. In: Karola Gramann und Heide Schlüpmann (Hrsg.): Geschichtsanschauungen. Eine Publikation anlässig von Remake. Frankfurter Frauen Film Tage 2019. Selbstverlag, Frankfurt am Main 2019, ISBN 978-3-00-063863-3, S. 140–143.

| Personendaten    | Personendaten       |
| ---------------- | ------------------- |
| NAME             | Vaillant, Fee       |
| KURZBESCHREIBUNG | deutsche Fotografin |
| GEBURTSDATUM     | 20. März 1915       |
| GEBURTSORT       | Witten              |
| STERBEDATUM      | 14. Oktober 2007    |